# Hua Luogeng

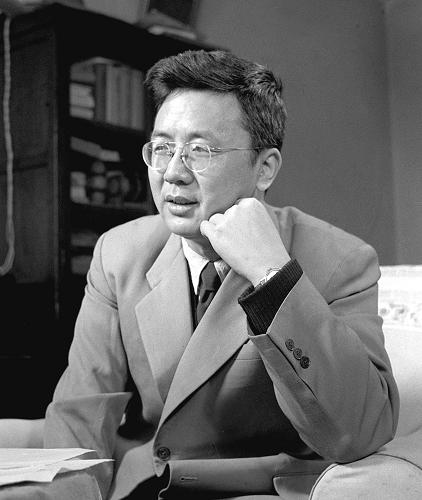
Hua Luogeng, 1956

Hua Luogeng (chinesisch 華羅庚 / 华罗庚, Pinyin Huà Luógēng, W.-G. Hua4 Lo2-Keng1, auch Loo-Keng Hua bzw. Hua Loo-Keng; * 12. November 1910 in Jintan, Provinz Jiangsu, Kaiserreich China; † 12. Juni 1985 in Tokio) war ein chinesischer Mathematiker, der sich mit Zahlentheorie, Algebra, Analysis und  Numerischer Mathematik beschäftigte und im 20. Jahrhundert der führende Mathematiker in China war.

## Leben und Werk
Hua wuchs in einfachen Verhältnissen auf. Aufgrund einer Typhus-Erkrankung war er später gehbehindert. Er besuchte Schulen in Jintan und Shanghai, wo er einen nationalen Abakus-Wettbewerb gewann. Aus finanziellen Gründen konnte er die Ausbildung nicht vollenden und zog wieder zu seiner Familie, wo er seinem Vater in dessen Laden half. 1929 erschien seine erste Veröffentlichung, was die Aufmerksamkeit des Mathematikprofessors Xiong Qinglai (Hiong King-lai) in Peking auf sich zog, der ihn in der mathematischen Fakultät der Tsinghua-Universität anstellte. Er stieg schnell auf (trotz fehlender formaler Qualifikationen) und wurde Dozent. Hua machte solchen Eindruck auf den durchreisenden Norbert Wiener, dass er ihn Godfrey Harold Hardy empfahl, der ihn 1936 nach Cambridge einlud.
Hua forschte zu der Zeit bereits in additiver Zahlentheorie (Waring-Problem über die Darstellbarkeit von ganzen Zahlen durch Summen {\displaystyle k}-ter Potenzen) und machte an der Cambridge University die Bekanntschaft der Zahlentheoretiker Harold Davenport und Hans Heilbronn. Während dieser Zeit wurde er durch seine Publikationen bekannt. 1938 kehrte er nach China zurück, wo er Professor an der nun nach Kunming verlagerten Tsinghua-Universität wurde, die sich dort mit der Universität Peking und der Nankai-Universität zur Vereinigten Südwest-Universität zusammengeschlossen hatte. Trotz widriger Umstände gelang es ihm während dieser Zeit, Winogradows Abschätzung trigonometrischer Summen in der Zahlentheorie zu verbessern. Seine Ergebnisse erschienen als Buch in Russland 1947, wo er 1946 auf Einladung von Winogradow war. 1959 folgte seine Behandlung trigonometrischer Summen in der neu begonnenen Enzyklopädie der Mathematischen Wissenschaften. Ende der 1940er Jahre war er auch an US-amerikanischen Universitäten wie dem Institute for Advanced Study. Hua beschäftigte sich inzwischen mit Algebra (Theorie der Matrizen und klassischer Gruppen, Schiefkörper, endliche Körper). 1963 erschien sein Buch mit Xian Classical Groups.
1948 war er Professor an der University of Illinois, wo Raymond Ayoub bei ihm promoviert wurde. Mit Irving Reiner arbeitete er über die Automorphismen klassischer Gruppen. Hua Luogeng war damals Funktionär der der KPCh nahestehenden Association of Chinese Scientific Workers in U.S.A. (中国留美科学工作者协会, Pinyin Zhōngguó Líuměi Kēxué Gōngzuòzhě Xiéhuì), die in Chicago seit 1946 eine Ortsgruppe hatte.
Nach der Gründung der Volksrepublik China am 1. Oktober 1949 kehrte er mit seiner Familie im März 1950 an Bord der SS President Cleveland, einem Passagierschiff der American President Lines, zurück nach China
und wurde wieder Professor in Peking. Ab dem 1. Juli 1952 war er außerdem Direktor des neu gegründeten Instituts für Mathematik der Chinesischen Akademie der Wissenschaften (seine Ernennung durch die Zentrale Volksregierung war bereits im Januar 1951 erfolgt).
Ende der 1950er Jahre begann er, sich auch für numerische Analysis zu interessieren. Er schrieb auch ein Buch darüber, das aber erst 1978 veröffentlicht wurde. In den 1960er Jahren zog er im Rahmen einer Kampagne der kommunistischen Partei durch Fabriken und Dörfer, um die Verwendung mathematischer Methoden zu lehren, was ihn in ganz China sehr bekannt machte. Während der Kulturrevolution ab Mitte der 1960er Jahre war er unter Hausarrest gestellt, und einige seiner Manuskripte wurden beschlagnahmt und gingen verloren. 1976 wurde er rehabilitiert und Vizepräsident der Chinesischen Akademie der Wissenschaften. Im Auftrag der chinesischen Führung reiste er viel ins Ausland, um internationale Kontakte wiederherzustellen. 1983/84 war er am Caltech. Er starb bei einem Vortrag in Tokio an einem Herzanfall.
Er war seit 1927 verheiratet und hatte sechs Kinder.

## Ehrungen
Hua war mehrfacher Ehrendoktor (Nancy, University of Illinois, Hong Kong). Er war Mitglied der National Academy of Sciences der USA (1982), der Deutschen Akademie der Naturforscher Leopoldina und der Bayerischen Akademie der Wissenschaften.
Am 28. Juli 2021 wurde ein Asteroid nach ihm benannt: (364875) Hualookeng.

## Schriften
- Selected Papers. Springer-Verlag 1983.
- Introduction to Number Theory. Springer-Verlag 1982 (zuerst 1956).
- Harmonic Analysis of Functions of several complex variables in classical domains. AMS 1963 (zuerst 1958).
- Applications of Number Theory to Numerical Analysis. Springer-Verlag 1981 (zuerst 1978).
- Additive Primzahltheorie. Teubner 1959 (englisch AMS 1965).
- Abschätzungen von Exponentialsummen und ihre Anwendung in der Zahlentheorie. Enzyklopädie der Mathem. Wissenschaften, Teubner, 1959.